# Viinahaudanperä
Viinahaudanperä är en ö i Finland. Den ligger i sjön Pihlajavesi och i kommunen Nyslott i  landskapet Södra Savolax, i den sydöstra delen av landet, 290 km nordost om huvudstaden Helsingfors. Öns area är 1,6 hektar och dess största längd är 180 meter i sydöst-nordvästlig riktning.